# Distrito de Eger
El distrito de Eger (húngaro: Egri járás) es un distrito húngaro perteneciente al condado de Heves.
En 2013 su población era de 87 630 habitantes. Su capital es Eger, que también es la capital del condado.

## Municipios
El distrito tiene 2 ciudades (en negrita), una de ellas con estatus de ciudad de derecho condal (la capital Eger), y 20 pueblos.
Ciudades
- Eger
- Verpelét

Pueblos
- Andornaktálya
- Bátor
- Demjén
- Egerbakta
- Egerbocs
- Egercsehi
- Egerszalók
- Egerszólát
- Feldebrő
- Felsőtárkány
- Hevesaranyos
- Kerecsend
- Maklár
- Nagytálya
- Noszvaj
- Novaj
- Ostoros
- Szarvaskő
- Szúcs
- Tarnaszentmária